# Campeonato Pan-Americano de Judô
O Campeonato Pan-Americano de Judô é a competição de judô mais importante das Américas. Foi organizado entre 1952 e 2008 pela União Pan-Americana de Judô, e desde 2009 pela Confederação Pan-Americana de Judô. Desde 2022 também recebe atletas da Oceania, tendo sido rebatizado Campeonato Pan-Americano e Oceania de Judô.

## Edições
| Não.                               | Ano  | Sede                | País                 |
| ---------------------------------- | ---- | ------------------- | -------------------- |
| I                                  | 1952 | Havana              | Cuba                 |
| II                                 | 1956 | Havana              | Cuba                 |
| III                                | 1958 | Rio de Janeiro      | Brasil               |
| IV                                 | 1960 | Cidade do México    | México               |
| V                                  | 1965 | Cidade da Guatemala | Guatemala            |
| VI                                 | 1968 | San Juan            | Porto Rico           |
| VII                                | 1970 | Londrina            | Brasil               |
| VIII                               | 1972 | Buenos Aires        | Argentina            |
| IX                                 | 1974 | Cidade de Panamá    | Panamá               |
| X                                  | 1976 | Maracaibo           | Venezuela            |
| XI                                 | 1978 | Buenos Aires        | Argentina            |
| XII                                | 1980 | Ilha de Margarita   | Venezuela            |
| XIII                               | 1982 | Santiago de Chile   | Chile                |
| XIV                                | 1984 | Cidade do México    | México               |
| XV                                 | 1985 | Havana              | Cuba                 |
| XVI                                | 1986 | Salinas             | Porto Rico           |
| XVII                               | 1988 | Buenos Aires        | Argentina            |
| XVIII                              | 1990 | Caracas             | Venezuela            |
| XIX                                | 1992 | Hamilton            | Canadá               |
| XX                                 | 1994 | Santiago de Chile   | Chile                |
| XXI                                | 1996 | San Juan            | Porto Rico           |
| XXII                               | 1997 | Guadalajara         | México               |
| XXIII                              | 1998 | Santo Domingo       | República Dominicana |
| XXIV                               | 1999 | Montevideo          | Uruguai              |
| XXV                                | 2000 | Orlando             | Estados Unidos       |
| XXVI                               | 2001 | Córdoba             | Argentina            |
| XXVII                              | 2002 | Santo Domingo       | República Dominicana |
| XXVIII                             | 2003 | Salvador            | Brasil               |
| XXIX                               | 2004 | Ilha de Margarita   | Venezuela            |
| XXX                                | 2005 | Caguas              | Porto Rico           |
| XXXI                               | 2006 | Buenos Aires        | Argentina            |
| XXXII                              | 2007 | Montreal            | Canadá               |
| XXXIII                             | 2008 | Miami               | Estados Unidos       |
| XXXIV                              | 2009 | Buenos Aires        | Argentina            |
| XXXV                               | 2010 | San Salvador        | El Salvador          |
| XXXVI                              | 2011 | Guadalajara         | México               |
| XXXVII                             | 2012 | Montreal            | Canadá               |
| XXXVIII                            | 2013 | San José            | Costa Rica           |
| XXXIX                              | 2014 | Guayaquil           | Equador              |
| XL                                 | 2015 | Edmonton            | Canadá               |
| XLI                                | 2016 | Havana              | Cuba                 |
| XLII                               | 2017 | Cidade de Panamá    | Panamá               |
| XLIII                              | 2018 | San José            | Costa Rica           |
| XLIV                               | 2019 | Lima                | Peru                 |
| XLV                                | 2020 | Guadalajara         | México               |
| XLVI                               | 2021 | Guadalajara         | México               |
| Campeonato Pan-Americano e Oceania |      |                     |                      |
| XLVII                              | 2022 | Lima                | Peru                 |
| XLVIII                             | 2023 | Calgary             | Canadá               |
| XLIX                               | 2024 | Rio de Janeiro      | Brasil               |

## Medalheiro histórico
- Actualizado até Lima 2022.[1]

| Ordem | País                            | Medalha de ouro | Medalha de prata | Medalha de bronze | Total |
| ----- | ------------------------------- | --------------- | ---------------- | ----------------- | ----- |
| 1     | Brasil                          | 191             | 158              | 170               | 518   |
| 2     | Cuba                            | 184             | 89               | 117               | 390   |
| 3     | Estados Unidos                  | 72              | 87               | 168               | 327   |
| 4     | Canadá                          | 69              | 89               | 144               | 302   |
| 5     | Venezuela                       | 37              | 38               | 96                | 171   |
| 6     | Argentina                       | 26              | 56               | 117               | 199   |
| 7     | Equador                         | 15              | 17               | 52                | 85    |
| 8     | Colômbia                        | 11              | 13               | 32                | 56    |
| 9     | Porto Rico                      | 10              | 20               | 52                | 82    |
| 10    | República Dominicana            | 10              | 17               | 62                | 89    |
| 11    | México                          | 7               | 31               | 72                | 110   |
| 12    | Chile                           | 4               | 4                | 30                | 38    |
| 13    | El Salvador                     | 2               | 2                | 8                 | 12    |
| 14    | Panamá                          | 1               | 0                | 5                 | 6     |
| 15    | Austrália                       | 1               | 0                | 5                 | 6     |
| 16    | Costa Rica                      | 1               | 0                | 4                 | 5     |
| 17    | Peru                            | 0               | 6                | 17                | 23    |
| 18    | Haiti                           | 0               | 4                | 8                 | 12    |
| 19    | Guatemala                       | 0               | 2                | 2                 | 4     |
| 20    | Nicarágua                       | 0               | 1                | 1                 | 2     |
| 21    | Uruguai                         | 0               | 0                | 7                 | 7     |
| 22    | Federação Internacional de Judô | 0               | 0                | 3                 | 3     |
| 23    | Guam                            | 0               | 0                | 1                 | 1     |
| 23    | Honduras                        | 0               | 0                | 1                 | 1     |
| 23    | Paraguai                        | 0               | 0                | 1                 | 1     |
| 23    | Nova Zelândia                   | 0               | 0                | 1                 | 1     |
|       | TOTAL                           | 610             | 606              | 1119              | 2335  |